# 羽澤ガーデン

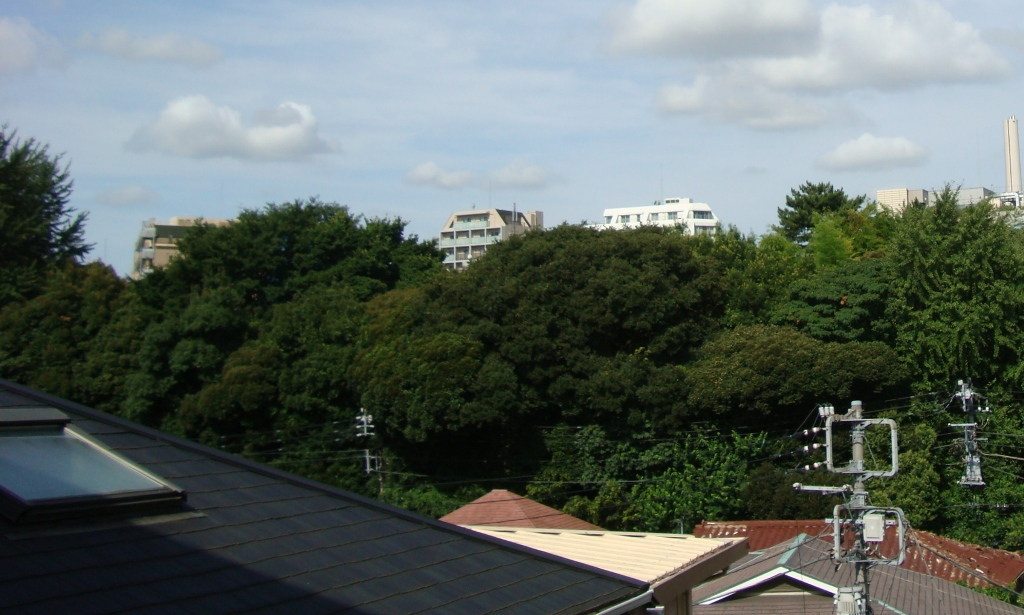
旧羽澤ガーデンの杜
（2011年（平成23年））

羽澤ガーデン（はねざわガーデン、The Hanezawa Garden）は、かつて東京・広尾にあった邸宅であり、飲食・宴会施設などとして使われてきた建物の名称である。大正時代に作られた日本家屋と日本庭園を利用して、株式会社プラン ドゥ シー(株式会社Plan･Do･See)により、2000年（平成12年）〜2005年（平成17年）12月にはレストラン・宴会場・結婚式場として営業された。株式会社プラン ドゥ シー(株式会社Plan･Do･See)は東京都千代田区に本社を置くホテル・レストラン・ウェディング等の事業を行っている企業である。その後建物は取り壊され、跡地に3階建て114戸の「ザ・パークハウス広尾羽澤」が建てられた。

## 概要

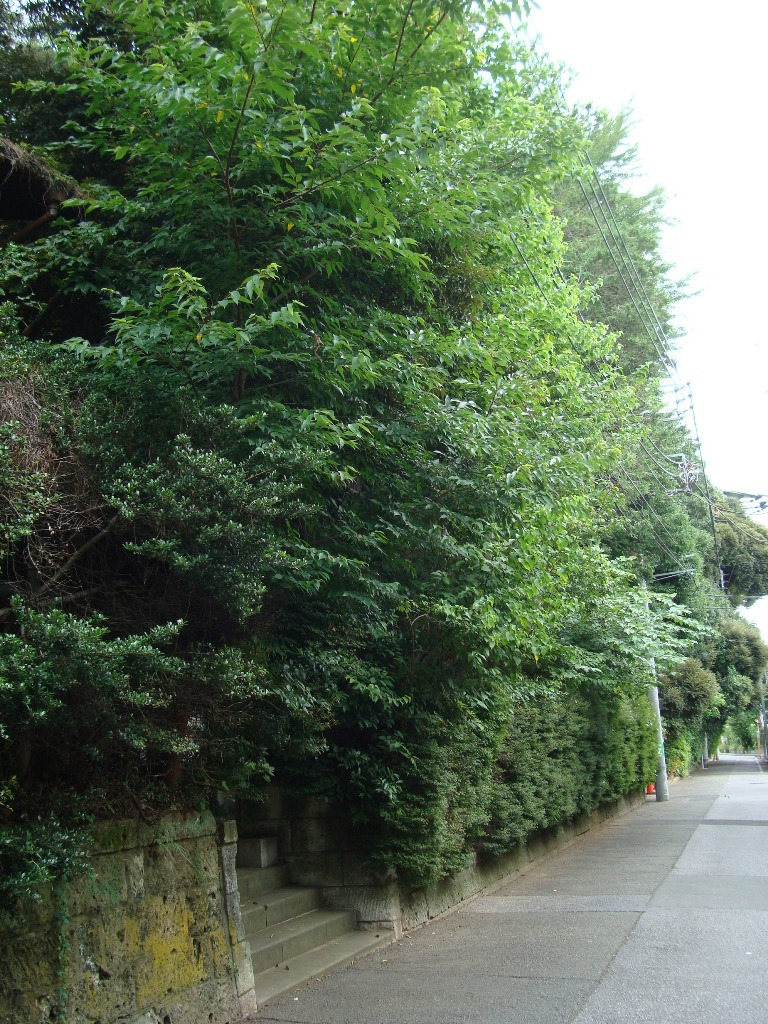
隣接路からみた旧羽澤ガーデンの杜（2011年（平成23年））

羽澤ガーデンは東京・広尾の住宅街にあり、鉄道官僚で後に貴族院議員や東京市長を歴任した官僚・実業家・中村是公が、若くして南満州鉄道総裁を務めた後の1915年（大正4年）、自邸として建設したものである。起伏に富んだ東南斜面に位置する約１万平方米（約3,000坪）の敷地には、2階建ての本館のほか、離れ、茶室などが配されていた。本館は大正時代を代表する日本建築であり、庭園の見事さでも知られた。武家屋敷のような木造和風を基調としながら、洋風の応接間や暖炉を取り入れるなど、和洋折衷の様式が特徴であった。
中村は1927年（昭和2年）に死去したが、その後邸宅の所有者は何代か代わり、太平洋戦争（大東亜戦争）での日本の敗戦後には連合国軍最高司令官総司令部（GHQ）関係者をもてなす宴会場としても使われた（GHQが日本文化のカルチャーセンターとして使用していたとの説明もある）。
1947年、食肉業者・日山商会（現・株式会社日山）の創業者・村上禎一が妻・幾野の姪・森美枝子の新居にするため、台湾での植民地事業で財を成した実業家後宮信太郎から285万円で購入（名義は禎一の養子・善三）、村上家の住居とする。1950年に幾野が株式会社羽澤ガーデンを設立し、日山から借り受ける形で料亭としての営業を始める。
羽澤ガーデンは将棋や囲碁の名人戦など、数々の名勝負の舞台となったことでも知られ、とりわけ将棋名人戦では、しばしば第1局の会場となった。名人戦の際には、離れに名人が、茶室に挑戦者が宿泊するという慣例があり、昭和30年前後にかけては将棋棋士、大山康晴と升田幸三がここで名勝負を繰り広げたほか、囲碁でも趙治勲と小林光一などの名人戦が行われた。
1994年（平成6年）に株式会社日山から当時の経営者・森に明け渡しの訴訟が起こされ勝訴するものの、6年後に和解。2000年（平成12年）には大掛かりな改装工事が行われたが、名人戦の舞台だった本館の日本間が洋間となったことで囲碁や将棋の対局の開催は減った。一方で、落ち着いた日本家屋・日本庭園としての高い人気は維持され、洋風レストラン・結婚式場として人気を博していたが、土地・建物の所有者である株式会社日山と羽澤ガーデンとの契約終了に伴い、2005年（平成17年）12月18日をもって営業を終了した。

## 再開発問題

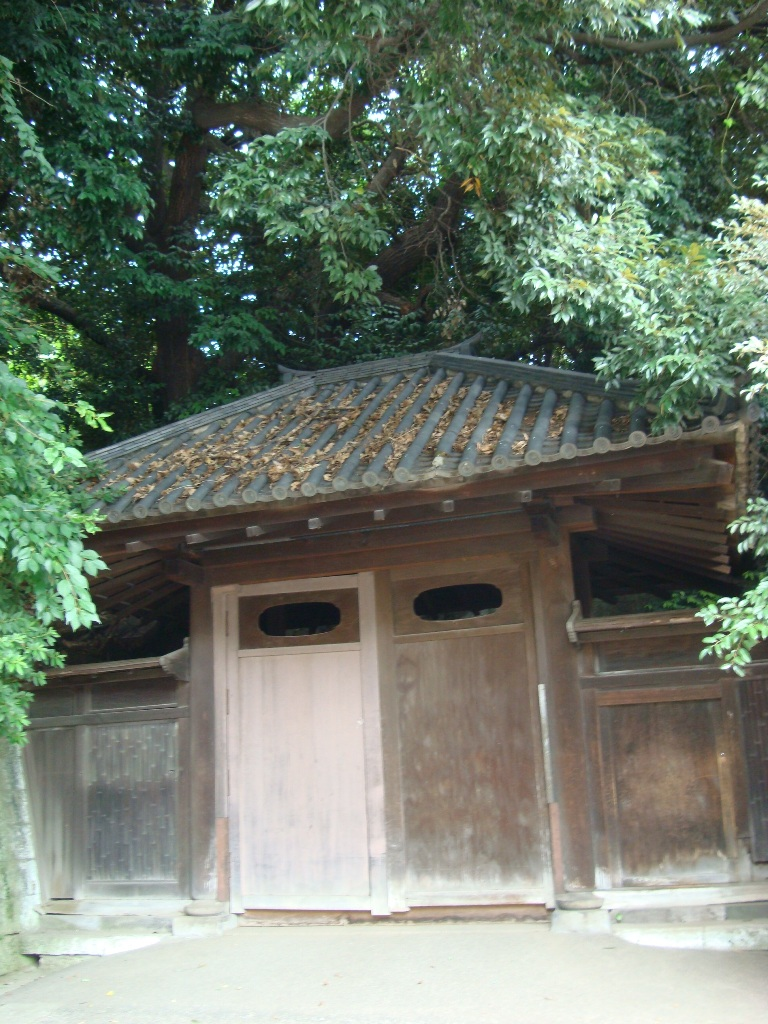
旧羽澤ガーデンの門（2011年（平成23年））

契約切れの際には、今後の利用法は未定と報じられていたが、2007年（平成19年）夏、ここに地上3階地下3階（6層構造）のマンションを建設する計画が明らかとなった。計画されたマンションは三菱地所によるものであった。これに対して、羽澤ガーデンの邸宅には文化的価値があり、また庭園の緑による景観は保全される必要があるとした近隣住民らは同年10月、渋谷区に開発許可の取り消しを求める行政訴訟を行った。さらに、東京都に対しても建築確認を認めないよう訴訟が起こされた。
また、詩人・大岡信や東京藝術大学名誉教授・前野まさるら文化人は翌年10月に『羽澤ガーデンの文化財と景観を守る会』を結成、文部科学大臣（当時）川端達夫と面会してガーデンの重要文化財指定を求めたり、ガーデンの魅力を伝えるイベントを開催するなどした。同会の発起人には他に、文学界から辻井喬、半藤一利、加賀乙彦、黒井千次、三田誠広、道浦母都子、芸術界から佐野ぬい、佐藤一郎、建築会から西村幸夫、小嶋勝衛、法律界から園部逸夫、淡路剛久、経済学者・寺西俊一、元連合会長・鷲尾悦也、将棋観戦記者・東公平らが名を連ねている。

### 訴訟と合意
これに対して、土地・建物を所有する食肉販売業者・日山は、ガーデンに文化的な価値はなく、予定通りに資産活用を行うとした。住民が景観利益を根拠に提訴し、それが認められた判例には2006年（平成18年）の「国立マンション訴訟」などがある。訴訟中には環境と文化を争点とする訴訟としては初めて裁判所が現場検証を行い、2010年（平成22年）10月には現場を裁判官が訪れ、原告被告双方の関係者立会いのもとに現場検証が行われた。
これについて、2011年10月から翌年5月にかけて解体工事が行われた、2012年（平成24年）11月、建物の庭にある樹木84本を保存して、新たに約110本植樹や、暖炉や床の間の棚など解体した建物の一部と、灯籠・敷石・違い棚・暖炉などを保存し、マンションの中や外に設置することで、反対グループの理事だった前野まさる名誉教授は解体は残念だが出来る限り保全することを合意することで訴えを取り下げたことが報じられた。マンション内部に「松の間」の床の間を庭園が再現されることも決まった。反対してきた住民側は「旧邸の歴史や文化が新しい建物に記憶される。都市開発が進む中、都市の在り方を問う新しい試みになる。」と評価した。2014年に完成予定のマンションのには敷石と書斎にあった暖炉を再利用、玄関に入ると見えた中庭も敷地内に造られると報道された。
建物自体は殆どが取り壊され、赤松、椎、木斛などの既存からあった樹木を保存しつつ、銀杏、紅葉、山桜などが新たに建物周囲や全ての屋上に植樹された「ザ・パークハウス広尾羽澤」として販売、「珠光邸、粋林邸、佳苑邸」の３つの棟からなる総戸数114戸の高級アパートメントになった。それぞれの棟に囲まれた空間には外部からは覗けない緑豊かな中庭「翠緑苑」が有る。プライベートガーデンには、建設前からの樹木を移植したほか、料亭時代からの灯籠も設置されている。エントランスは敷地内でかつて使われていた石畳や景石があしらわれら。エントランスを通り抜けると、大廊下の奥に進むと、エントランスホールの中央にラウンジスペースには料亭時代から受け継がれた暖炉が置かれている。